# Action possessoire
En droit civil, une action possessoire est une « action permettant au possesseur d'un droit réel immobilier, qu'il soit ou non titulaire du droit qu'il exerce de fait, soit de faire cesser le trouble apporté à sa possession, soit d'obtenir la remise en possession lorsqu'il a été dépossédé ».

## Droit français
En droit français, l'action possessoire était une action en justice qui ne portait pas sur le droit lui-même mais sur une situation de fait. Cette action permettait notamment de remettre en possession quelqu'un qui aurait été évincé de son bien immobilier par la violence (entendue au sens du droit civil). Elle n'existe plus en droit français depuis la loi du 16 février 2015 relative à la modernisation et à la simplification du droit et des procédures dans le domaine de la justice et des affaires intérieures. Elle est en partie remplacée par le référé possessoire.

## Droit québécois
En droit québécois, l'action possessoire est prévue à l'article 929 du Code civil du Québec : «  Le possesseur dont la possession a été continue pendant plus d’une année a, contre celui qui trouble sa possession ou qui l’a dépossédé, un droit d’action pour faire cesser le trouble ou être remis en possession. ». Selon la doctrine majoritaire, il y a eu une levée de l'interdiction de cumul de l'action pétitoire et de l'action possessoire depuis l'abrogation de l'art. 772 du Code de procédure civile en 1994.